# Aston Taminsyah
Aston Taminsyah, född 1997, är en schackspelare från Indonesien. Aston började spela schack när han var 5 år. Stor del av hans kunskaper i schack kommer från skolan Chess School in Indonesia (Sekolah Catur Utut Adianto), en skola namngiven efter mästaren i schack från Indonesien Utut Adianto. Aston är en nuvarande spelare i Indonesian National Youth Squad.

## Utmärkelser
- 2003, vinnare av Hongkong National Chess Championship kategorin under 7 år.
- 2004, vinnare av the Singapore National Chess Championship kategorin under 7 år.
- 2005, i april vinner Aston sitt första World School Chess Championship, kategorin under 8 år, i Chalkidiki, Grekland.[2]
- 2006, i april vinnar Aston sitt andra World School Chess Championship, kategorin under 9 år, i Chalkidiki, Grekland.[3]